# Кияшківське
Кия́шківське — село в Україні, у Гадяцькій міській громаді Миргородського району Полтавської області. Колишній орган місцевого самоврядування — Харковецька сільська рада. Станом на 1 січня 2008 року в селі нараховувалось 35 дворів, проживало 77 осіб.

## Географія
Село Кияшківське розташоване за 27 км від центру громади, за 25 км від залізничної станції Гадяч та за 184 км від Полтави За 0.5 км від сіл Петроселівка, Бутовичеське та Круглик.
По селу тече струмок, що пересихає із заґатою.

## Історія
- 1680 — дата заснування.
- Село постраждало внаслідок геноциду українського народу, проведеного окупаційним урядом СССР 1923-1933 та 1946-1947 роках.